# Vrångtjärnen (Arbrå socken, Hälsingland)
Vrångtjärnen är en sjö i Bollnäs kommun i Hälsingland och ingår i Ljusnans huvudavrinningsområde. Sjön är 11 meter djup, har en yta på 0,113 kvadratkilometer och befinner sig 213,3 meter över havet. Sjön avvattnas av vattendraget Växboån.

## Delavrinningsområde
Vrångtjärnen ingår i det delavrinningsområde (681653-154221) som SMHI kallar för Inloppet i Öjungen. Medelhöjden är 237 meter över havet och ytan är 7,8 kvadratkilometer. Det finns inga avrinningsområden uppströms utan avrinningsområdet är högsta punkten. Växboån som avvattnar avrinningsområdet har biflödesordning 2, vilket innebär att vattnet flödar genom totalt 2 vattendrag innan det når havet efter 71 kilometer. Avrinningsområdet består mestadels av skog (83 procent). Avrinningsområdet har 0,39 kvadratkilometer vattenytor vilket ger det en sjöprocent på 4,9 procent.